# Celosia lanata
Celosia lanata är en amarantväxtart som beskrevs av Carl von Linné. Celosia lanata ingår i släktet celosior, och familjen amarantväxter. Utöver nominatformen finns också underarten C. l. latifolia.